# Свјетско друмско првенство UCI — Друмска трка за аматере
Свјетско друмско првенство UCI — Друмска трка за аматере било је годишње Свјетско првенство за аматере у друмском бициклизму, које је организовало владајуће тијело у бициклизму — Свјетска бициклистичка унија.
Првенство је први пут одржано 1921, када је побиједио Гунар Скелд; последњи пут је одржано 1995, када је побиједио Дани Нелисен. Највише побједа, по двије, имају Ђузепе Мартано и Густав Адолф Шур.

## Освајачи медаља
| Првенства          | Злато                                 | Сребро                                | Бронза                                |
| ------------------ | ------------------------------------- | ------------------------------------- | ------------------------------------- |
| 1921               | Гунар Скелд                           | Вилијум Нилсен                        | Чарлс Дови                            |
| 1922               | Дејвид Марш                           | Бил Буркли                            | Чарлс Дови                            |
| 1923               | Либерио Ферарио                       | Отмар Елхенбергер                     | Џорџ Антенен                          |
| 1924               | Андре Ледик                           | Ото Ленер                             | Арман Бланконет                       |
| 1925               | Анри Овенарс                          | Марк Бош                              | Жорж ван ден Берге                    |
| 1926               | Октав Дајен                           | Жил Мервил                            | Пјер Полано                           |
| 1927               | Жан Арт                               | Рудолф Волке                          | Микеле Орекија                        |
| 1928               | Алегро Гранди                         | Микеле Бара                           | Жан Арт                               |
| 1929               | Пјерино Бертолацо                     | Ремо Бертони                          | Рене Броси                            |
| 1930               | Ђузепе Мартано                        | Евгенио Гестри                        | Рудолф Риш                            |
| 1931               | Хенри Хансен                          | Ђузепе Олмо                           | Лео Нилсен                            |
| 1932               | Ђузепе Мартано                        | Пол Егли                              | Пол Коке                              |
| 1933               | Пол Егли                              | Курт Стетлер                          | Жозеф Ловаги                          |
| 1934               | Кес Пеленарс                          | Андре Дефор                           | Пол Андре                             |
| 1935               | Иво Манчини                           | Роберт Шарпентије                     | Вернер Грундал                        |
| 1936               | Едгар Буквалдер                       | Готије Вебер                          | Пјерино Фавали                        |
| 1937               | Адолфо Леони                          | Фроде Серенсен                        | Фриц Шелер                            |
| 1938               | Ханс Нехт                             | Јозеф Вагнер                          | Јоп Демени                            |
| Други свјетски рат |                                       |                                       |                                       |
| 1946               | Анри Обри                             | Ернест Стетлер                        | Хенри ван Керхове                     |
| 1947               | Алфио Ферари                          | Силвио Педрони                        | Герард ван Бек                        |
| 1948               | Хари Снел                             | Ливен Лерно                           | Оле Ванлунд                           |
| 1949               | Хенк Фахноф                           | Анри Кас                              | Хуберт Винкен                         |
| 1950               | Џек Хобин                             | Роберт Варнахо                        | Алфио Ферари                          |
| 1951               | Ђани Гидини                           | Рино Бенедети                         | Јан Плантаз                           |
| 1952               | Лучијано Чјанкола                     | Андре Нојеле                          | Роџер Лудвиг                          |
| 1953               | Рикардо Филипи                        | Гастоне Ненчини                       | Рик ван Лој                           |
| 1954               | Емил ван Каутер                       | Ханс Андерсен                         | Мартин ван ден Борг                   |
| 1955               | Санте Ранучи                          | Лино Граси                            | Дино Бруни                            |
| 1956               | Франс Ман                             | Норберт Вероугстрат                   | Јан Биз                               |
| 1957               | Луј Прост                             | Арналдо Памбјанко                     | Шалк Верхоф                           |
| 1958               | Густав Адолф Шур                      | Валере Паулисен                       | Хенри де Волф                         |
| 1959               | Густав Адолф Шур                      | Бастијан Малипард                     | Констант Госенс                       |
| 1960               | Бернард Екстејн                       | Густав Адолф Шур                      | Вили Вандер Берген                    |
| 1961               | Жан Журде                             | Анри Белена                           | Жак Гестро                            |
| 1962               | Ренато Бонђони                        | Оле Ритер                             | Ари ден Хартог                        |
| 1963               | Фавијано Вичентини                    | Франсис Базире                        | Винфрид Белке                         |
| 1964               | Еди Меркс                             | Вили Планкарт                         | Геста Петерсон                        |
| 1965               | Жак Ботере                            | Хозе Мануел Ласа                      | Батиста Монти                         |
| 1966               | Еверт Долман                          | Лесли Вест                            | Вили Скиби                            |
| 1967               | Грахам Веб                            | Колд Гијо                             | Рене Пајнен                           |
| 1968               | Виторио Марчели                       | Луис Карлос Флорес                    | Ерик Петерсон                         |
| 1969               | Лиф Мортенсен                         | Жан Пјер Монсер                       | Густав ван Ресбрук                    |
| 1970               | Јерген Шмит                           | Лудо ван дер Линден                   | Тони Гакенс                           |
| 1971               | Регис Ови                             | Фреди Мартенс                         | Хозе Луис Вјехо                       |
| 1972.              | Није било трке због Олимпијских игара | Није било трке због Олимпијских игара | Није било трке због Олимпијских игара |
| 1973               | Ришар Шурковски                       | Станислав Шозда                       | Бернар Буро                           |
| 1974               | Јануш Ковалски                        | Ришар Шурковски                       | Мајкл Кух                             |
| 1975               | Андре Геверс                          | Свен Аке Нилсон                       | Роберто Черути                        |
| 1976               | Није било трке због Олимпијских игара | Није било трке због Олимпијских игара | Није било трке због Олимпијских игара |
| 1977               | Клаудио Корти                         | Сергеј Морозов                        | Салваторе Макари                      |
| 1978               | Жилбер Глаус                          | Кжиштоф Сујка                         | Стефан Мутер                          |
| 1979               | Ђани Ђакомини                         | Јан Јанкјевич                         | Бернд Дроган                          |
| 1980               | Није било трке због Олимпијских игара | Није било трке због Олимпијских игара | Није било трке због Олимпијских игара |
| 1981               | Андреј Ведерников                     | Руди Роџерс                           | Жилбер Глаус                          |
| 1982               | Бернд Дроган                          | Франсис Вермален                      | Јорг Бругман                          |
| 1983               | Уве Раб                               | Ники Ритиман                          | Анджеј Середлук                       |
| 1984               | Није било трке због Олимпијских игара | Није било трке због Олимпијских игара | Није било трке због Олимпијских игара |
| 1985               | Лех Пјасецки                          | Џони Велц                             | Франк ван де Вејвер                   |
| 1986               | Уве Амплер                            | Џон Тален                             | Арјан Јагт                            |
| 1987               | Ришар Вивје                           | Хартмут Белтс                         | Алекс Педерсен                        |
| 1988               | Није било трке због Олимпијских игара | Није било трке због Олимпијских игара | Није било трке због Олимпијских игара |
| 1989               | Јоахим Халупчок                       | Ерик Пишо                             | Кристоф Манен                         |
| 1990               | Мирко Гвалди                          | Роберто Карузо                        | Жан Филип Дожва                       |
| 1991               | Виктор Ржаксински                     | Давиде Ребелин                        | Бет Цберг                             |
| 1992               | Није било трке због Олимпијских игара | Није било трке због Олимпијских игара | Није било трке због Олимпијских игара |
| 1993               | Јан Урлих                             | Каспарс Озерс                         | Лубор Тесар                           |
| 1994               | Алекс Педерсен                        | Милан Дворсцик                        | Кристоф Менжен                        |
| 1995               | Дени Нелисен                          | Данијеле Сњаолин                      | Виктор Бечера                         |

#### Медаље по државама
| Ранг | Држава           | Злато | Сребро | Бронза | Укупно |
| 1    | Италија          | 18    | 12     | 8      | 38     |
| 2    | Француска        | 7     | 9      | 8      | 24     |
| 3    | Холандија        | 6     | 2      | 11     | 19     |
| 4    | Источна Њемачка  | 6     | 1      | 1      | 8      |
| 5    | Белгија          | 5     | 10     | 11     | 26     |
| 6    | Швајцарска       | 4     | 8      | 6      | 18     |
| 7    | Данска           | 4     | 5      | 4      | 13     |
| 8    | Пољска           | 4     | 4      | 1      | 9      |
| 9    | Велика Британија | 2     | 2      | 2      | 6      |
| 10   | Шведска          | 2     | 1      | 3      | 6      |
| 11   | Совјетски Савез  | 2     | 1      | 0      | 3      |
| 12   | Њемачка*         | 1     | 2      | 3      | 6      |
| 13   | Аустралија       | 1     | 0      | 0      | 1      |
| 14   | Шпанија          | 0     | 1      | 1      | 2      |
| 14   | Луксембург       | 0     | 1      | 1      | 2      |
| 16   | Летонија         | 0     | 1      | 0      | 1      |
| 16   | Бразил           | 0     | 1      | 0      | 1      |
| 16   | Словачка         | 0     | 1      | 0      | 1      |
| 19   | Чешка            | 0     | 0      | 1      | 1      |
| 19   | Колумбија        | 0     | 0      | 1      | 1      |

* укључујући:  Западна Њемачка